# Antonella Murgia
Antonella Murgia (Iglesias, 26 giugno 1942 – Roma, 10 marzo 2015) è stata un'attrice italiana.

## Biografia
Originaria della Sardegna, nel 1962 vinse il concorso la bella d’Italia che le diede la possibilità di diventare un'attrice professionista.
Nel 1963 esordisce al cinema nei film Uno strano tipo, di Lucio Fulci e I diavoli di Spartivento, diretto da Leopoldo Savona.
Nel 1981 il regista spagnolo Bigas Luna le affida il ruolo della protagonista del lungometraggio Reborn.

## Filmografia

### Cinema
- Uno strano tipo, regia di Lucio Fulci (1963)
- I diavoli di Spartivento, regia di Leopoldo Savona (1963)
- Queste pazze pazze donne, regia di Marino Girolami (1964)
- Spiaggia libera, regia di Marino Girolami (1965)
- Un treno è fermo a Berlino, regia di Rolf Hädrich (1965)
- L'uomo dal pugno d'oro, regia di Jaime Jesús Balcázar (1966)
- Una storia di notte, regia di Luigi Petrini (1966)
- Furia a Marrakech, regia di Mino Loy e Luciano Martino (1966)
- James Tont operazione D.U.E., regia di Bruno Corbucci (1966)
- L'affare Beckett, regia di Osvaldo Civirani (1966)
- El Cisco, regia di Sergio Bergonzelli (1966)
- K.O. va e uccidi, regia di  Carlo Ferrero (1966)
- Texas, addio, regia di Ferdinando Baldi (1966)
- Io non protesto io amo, regia di Ferdinando Baldi (1967)
- Gli altri, gli altri e noi, regia di Maurizio Arena (1967)
- Perry Grant agente di ferro, regia di Luigi Capuano (1967)
- Riderà, regia di Bruno Corbucci (1967)
- Cinque figli di cane, regia di Alfio Caltabiano (1969)
- Gli angeli del 2000, regia di Lino Ranieri (1969)
- Quella chiara notte d'ottobre, regia di Massimo Franciosa (1970)
- I quattro pistoleri di Santa Trinità, regia di Giorgio Cristallini (1971)
- Io Cristiana studentessa degli scandali, regia di Sergio Bergonzelli (1971
- Decameron n°2 - Le altre novelle del Boccaccio, regia di Mino Guerrini (1971)
- Il magnifico Robin Hood, regia di Roberto Bianchi Montero (1971)
- Mia moglie, un corpo per l'amore, regia di Mario Imperoli (1972)
- Decameron n° 3 - Le più belle donne del Boccaccio, regia di Italo Alfaro (1972)
- La polizia interviene: ordine di uccidere!, regia di Giuseppe Rosati (1975)
- Controrapina, regia di Antonio Margheriti (1975)
- Fatto di sangue fra due uomini per causa di una vedova, si sospettano moventi politici, regia di Lina Wertmüller (1978)
- Un uomo americano, regia di Nino Marino (1979)
- Fontamara, regia di Carlo Lizzani (1980)
- Reborn, regia di Bigas Luna (1981)
- L'angoscia, regia di Bigas Luna (1987)

### Televisione
- L'uomo dagli occhiali a specchio, regia di Mario Foglietti – film TV (1975)
- Marco Polo, regia di Giuliano Montaldo – serie TV (1982)
- Nucleo zero, regia di Carlo Lizzani – film TV (1984)